# Wąż (nagroda)
Węże – antynagroda przyznawana najgorszym polskim filmom, w latach 2012-2024. Została wymyślona przez krytyków filmowych – Kamila Śmiałkowskiego, Krzysztofa Spóra i Konrada Wągrowskiego. Pierwsza ceremonia odbyła się 1 kwietnia 2012 roku. Nagrody te przyznaje specjalnie powołana Akademia składająca się z krytyków i pasjonatów kina. Nazwa antynagrody wzięła się od tytułu filmu Klątwa Doliny Węży.
Rekordzistą w liczbie zdobytych Węży jest Botoks, który w 2018 roku otrzymał dziewięć statuetek. Po siedem nagród zdobyły filmy: Kac Wawa, Smoleńsk i Niewidzialna wojna (w 2013, 2017 i 2023).
Rekordzistą w liczbie nominacji do Węży jest Smoleńsk – w 2017 roku zdobył 17 nominacji.
Zdobywcami największej liczby Węży w różnych kategoriach są Mariusz Pujszo (8 statuetek) i Patryk Vega (7 statuetek). Najczęściej nagradzanym aktorem jest Borys Szyc (otrzymał w sumie 6 statuetek), a aktorką Natasza Urbańska (3 statuetki). Najczęściej nominowanym aktorem jest Borys Szyc (11 nominacji), a aktorką Małgorzata Kożuchowska (8 nominacji, z czego 1 wygrana).

## Kategorie
Węże są zawsze rozdawane w następujących kategoriach: Wielki Wąż, Najgorszy reżyser, Najgorszy aktor, Najgorsza aktorka, Najgorszy duet na ekranie, Najgorszy scenariusz, Efekt specjalnej troski (wcześniej: Najgorszy efekt specjalny), Żenujący film na ważny temat (od 2014 roku kategoria ta zastąpiła kategorię: Komedia, która nie śmieszy), Żenująca scena, Występ poniżej talentu (wcześniej: Występ poniżej godności), Najgorszy teledysk okołofilmowy, Najgorszy plakat oraz Najgorszy przekład tytułu zagranicznego.
W niektórych edycjach tworzone były dodatkowe kategorie.

## Edycje

### Węże 2012
Ceremonia wręczenia nagród Węży za rok 2011 odbyła się 1 kwietnia 2012 w Warszawie.
Lista laureatów
- Najgorszy film: Przemysław Angerman – Wyjazd integracyjny
- Najgorszy film 3D: Jerzy Hoffman – 1920 Bitwa warszawska
- Najgorszy aktor: Paweł Małaszyński – Weekend
- Najgorsza aktorka: Natasza Urbańska – 1920 Bitwa warszawska
- Najgorszy duet na ekranie: Natasza Urbańska i Borys Szyc – 1920 Bitwa warszawska
- Najgorszy reżyser: Cezary Pazura – Weekend
- Najgorszy scenariusz: Jerzy Hoffman i Jarosław Sokół – 1920 Bitwa warszawska
- Komedia, która nie śmieszy: Weekend
- Żenująca scena: Natasza Urbańska i CKM – 1920 Bitwa warszawska
- Występ poniżej godności: Jan Frycz – Wyjazd integracyjny
- Najgorszy plakat: Cudowne lato

### Węże 2013
Ceremonia wręczenia nagród Węży za rok 2012, odbyła się 14 kwietnia 2013 w Warszawie.
Lista laureatów
- Wielki Wąż: Kac Wawa
- Najgorszy aktor: Borys Szyc – Kac Wawa
- Najgorsza aktorka: Marta Żmuda Trzebiatowska – Hans Kloss. Stawka większa niż śmierć
- Najgorszy duet na ekranie: Sonia Bohosiewicz i Borys Szyc – Kac Wawa
- Najgorszy reżyser: Łukasz Karwowski – Kac Wawa
- Najgorszy scenariusz: Piotr Czaja, Jacek Samojłowicz i Krzysztof Węglarz – Kac Wawa
- Komedia, która nie śmieszy: Kac Wawa
- Najgorszy efekt specjalny: rozpaczliwy wilk – Bitwa pod Wiedniem
- Żenująca scena: Mariusz Pujszo kopulujący (z poduszką) – Kac Wawa
- Występ poniżej godności: Marian Dziędziel – Komisarz Blond i Oko sprawiedliwości
- Najgorszy plakat: Sztos 2
- Całokształt twórczości: Mariusz Pujszo

Galę wręczenia nagród poprowadził Tomasz Karolak. Specjalnie na potrzeby gali został stworzony zwiastun pięciu filmów nominowanych do nagrody Wielkiego Węża 2013. Twórcą filmu jest Cyber Marian.

### Węże 2014
Ceremonia wręczenia nagród Węży za rok 2013 odbyła się 1 kwietnia 2014 w Warszawie.
Lista laureatów
- Wielki Wąż: Ostra randka
- Żenujący film na ważny temat: Tajemnica Westerplatte
- Najgorszy aktor: Robert Żołędziewski – Tajemnica Westerplatte
- Najgorsza aktorka: Anna Szarek – Last minute
- Najgorszy duet na ekranie: Michał Żebrowski i tablica – Sęp
- Najgorszy reżyser: Patryk Vega – Last minute
- Najgorszy scenariusz: Paweł Bielecki, Piotr Subbotko i Patryk Vega – Last minute
- Najgorszy efekt specjalny: Bombardowanie ambasady – AmbaSSada
- Żenująca scena: Załamanie nerwowe i majaki majora Sucharskiego, Michał Żebrowski – Tajemnica Westerplatte
- Występ poniżej godności: Wojciech Mecwaldowski – Last minute
- Najgorszy plakat: Być jak Kazimierz Deyna
- Najgorszy teledysk okołofilmowy: Anna Wyszkoni i Piotr Cugowski – „Syberiada” (do filmu Syberiada polska)

### Węże 2015
4 marca 2015 ogłoszono nominacje do nagród Węże 2015, których gala miała odbyć się w warszawskim teatrze IMKA. Ostatecznie ceremonia wręczenia Węży za rok 2014 miała miejsce 1 kwietnia 2015 roku w stołecznym Teatrze WARSawy.
Lista laureatów
- Wielki Wąż: Obce ciało
- Najgorsza reżyseria: Krzysztof Zanussi – Obce ciało
- Żenujący film na ważny temat: Obce ciało
- Najgorszy scenariusz: Krzysztof Zanussi – Obce ciało
- Najgorszy aktor: Borys Szyc – Dżej Dżej
- Najgorsza aktorka: Barbara Kurdej-Szatan – Dzień dobry, kocham cię!
- Występ poniżej talentu: Agnieszka Grochowska – Obce ciało
- Najgorszy duet na ekranie: Borys Szyc i nawigacja GPS – Dżej Dżej
- Żenująca scena: Zabawy z pejczykiem i męskimi prostytutkami Agnieszka Grochowska – Obce ciało
- Efekt specjalnej troski: Pocałunek wśród kul – Miasto 44
- Najgorszy teledysk okołofilmowy: Liber feat. Barbara Kurdej-Szatan – Dzień dobry, kocham cię! (do filmu Dzień dobry, kocham cię!)
- Najgorszy przekład tytułu zagranicznego: Uciekinier z Nowego Jorku (tytuł oryginalny Song from the Forest)
- Najgorszy plakat: Karol, który został świętym

### Węże 2016
Ceremonia wręczenia odbyła się w warszawskim teatrze IMKA, transmisję z uroczystości prowadzono w Internecie.
Lista laureatów
- Wielki Wąż – najgorszy film roku: Ostatni klaps
- Najgorsza reżyseria: Gerwazy Reguła – Ostatni klaps
- Najgorszy scenariusz: Piotr Wereśniak – Wkręceni 2
- Żenujący film na ważny temat: Piąte: nie odchodź
- Najgorsza rola męska: Daniel Olbrychski – Piąte: nie odchodź
- Najgorsza rola żeńska: Maja Frykowska – Ostatni klaps
- Występ poniżej talentu: Daniel Olbrychski – Piąte: nie odchodź
- Najgorszy duet na ekranie: Maja Frykowska i Mariusz Pujszo – Ostatni klaps
- Najbardziej żenująca scena: Szczekająca Marta Żmuda Trzebiatowska – Wkręceni 2
- Efekt specjalnej troski: Odrzucony anioł stróż – Piąte: nie odchodź
- Najgorszy teledysk okołofilmowy: Akcent / Zenon Martyniuk & Diego – Ostatni klaps
- Najgorszy plakat: Hiszpanka
- Najgorszy przekład tytułu zagranicznego: Motyl Still Alice (tytuł oryginalny: Still Alice)

### Węże 2017
Ogłoszenie laureatów Węży 2017 odbyło się 1 kwietnia 2017 r. Najwięcej nominacji otrzymał film Smoleńsk, który otrzymał ich 17 w 10 z 13 kategorii.
Lista laureatów
- Wielki Wąż – najgorszy film roku: Smoleńsk
- Najgorsza reżyseria: Antoni Krauze – Smoleńsk
- Najgorszy scenariusz: Tomasz Łysiak, Antoni Krauze, Maciej Pawlicki, Marcin Wolski – Smoleńsk
- Żenujący film na ważny temat: Smoleńsk
- Najgorsza rola męska: Michał Lesień – Kobiety bez wstydu
- Najgorsza rola żeńska: Beata Fido – Smoleńsk
- Występ poniżej talentu: Marian Dziędziel – Gejsza
- Najgorszy duet na ekranie: Beata Fido i Redbad Klijnstra – Smoleńsk
- Najbardziej żenująca scena: Azjaci protestujący pod Wawelem – Smoleńsk
- Efekt specjalnej troski: Maciej Stuhr dubbingujący Macieja Stuhra – Czerwony kapitan
- Najgorszy teledysk okołofilmowy: Aleksandra Gintrowska  – Missing – Słaba płeć?
- Najgorszy plakat: Bóg w Krakowie
- Najgorszy przekład tytułu zagranicznego: 183 metry strachu (tytuł oryginalny: The Shallows)

### Węże 2018
Ogłoszenie nominacji Węży 2018 odbyło się w marcu 2018. Najwięcej nominacji otrzymał film PolandJa, który uzyskał ich 11. Laureatów nagród Węże 2018 ogłoszono w dniu 5 kwietnia 2018. 9 statuetek przypadło filmowi Botoks w reżyserii Patryka Vegi.
Lista laureatów:
- Wielki Wąż – najgorszy film roku: Botoks (za „bezwstydny produkt, żerowanie na niskich instynktach i sprzedawanie starych dowcipów jako faktów”)
- Najgorsza reżyseria: Patryk Vega  – Botoks
- Najgorszy scenariusz: Patryk Vega  – Botoks
- Żenujący film na ważny temat: Botoks
- Najgorsza rola męska: Piotr Stramowski  – Botoks
- Najgorsza rola żeńska: Małgorzata Krukowska  – Totem
- Występ poniżej talentu: Grażyna Szapołowska  – Botoks
- Najgorszy duet na ekranie: Marieta Żukowska i Piotr Stramowski  – Botoks
- Najbardziej żenująca scena: Seks z psem  – Botoks
- Efekt specjalnej troski: Płód po aborcji  – Botoks
- Najgorszy teledysk okołofilmowy: Dempsey & Tune Seeker  – Dwie korony – Dwie korony
- Najgorszy plakat: Na układy nie ma rady
- Najgorszy przekład tytułu zagranicznego: Jak dogryźć mafii (tytuł oryginalny: Once Upon a Time in Venice)

### Węże 2019
Laureatów nagród Węże 2019 ogłoszono 1 kwietnia 2019.
Lista laureatów:
- Wielki Wąż – najgorszy film roku: Studniówk@ (za „ciężkostrawny produkt filmopodobny, od którego aż bije nieudolność”)
- Najgorsza reżyseria: Alessandro Leone  – Studniówk@
- Najgorszy scenariusz: Ryszard Zatorski i Joanna Wilczewska  –  Pech to nie grzech
- Żenujący film na ważny temat: Dywizjon 303. Historia prawdziwa
- Najgorsza rola męska: Mikołaj Roznerski  –  Pech to nie grzech
- Najgorsza rola żeńska: Agnieszka Fórmanowska  – Studniówk@
- Najgorszy duet na ekranie: Agnieszka Fórmanowska i aparat Zenit Studniówk@
- Występ poniżej talentu: Daniel Olbrychski  – DJ
- Najbardziej żenująca scena: Carpe Diem, Carpe Dick  –  DJ
- Efekt specjalnej troski: Bieg do nieistniejącego myśliwca  –  Dywizjon 303. Historia prawdziwa
- Najgorszy teledysk okołofilmowy: Edyta Górniak „Tylko Ty” – Dywizjon 303. Historia prawdziwa
- Najgorszy plakat: Dywizjon 303. Historia prawdziwa
- Najgorszy przekład tytułu zagranicznego: Też go kocham (tytuł oryginalny: Juliet, Naked)

### Węże 2020
Laureatów nagród Węże 2020 ogłoszono 1 kwietnia 2020.
Lista laureatów:
- Wielki Wąż – najgorszy film roku: Futro z misia (za „cudowną wycieczkę w filmową przeszłość, gdy żarty były przaśne, a fabuły obciachowe”)
- Najgorsza reżyseria: Kacper Anuszewski, Michał Milowicz – Futro z misia
- Najgorszy scenariusz: Paweł Bilski, Olaf Lubaszenko, Michał Milowicz, Kacper Anuszewski – Futro z misia
- Najgorszy sequel, prequel lub remake: Miszmasz, czyli kogel-mogel 3
- Najgorsza rola męska: Mikołaj Roznerski – Diablo. Wyścig o wszystko
- Najgorsza rola żeńska: Małgorzata Foremniak – Jak poślubić milionera?
- Najgorszy duet na ekranie: Michał Milowicz i Przemysław Sadowski – Futro z misia
- Występ poniżej talentu: Cezary Pazura – Diablo. Wyścig o wszystko
- Najbardziej żenująca scena: goły tyłek Daniela Olbrychskiego w filmie Polityka
- Najgorszy teledysk okołofilmowy: Mateusz Ziółko i Tabb: „Legiony” w reż. Alana Kępskiego (do filmu Legiony)
- Najgorszy plakat: Serce do walki
- Najgorszy przekład tytułu zagranicznego: Impostor (tytuł oryginalny: The Hole in the Ground)

### Węże 2021
Lista laureatów:
- Wielki Wąż – najgorszy film roku: 365 dni (za „skok libido w dół, którego nie powstydziłby się najlepszy spadochroniarz świata Felix Baumgartner.”)
- Najgorsza reżyseria: Patryk Vega – Pętla
- Najgorszy scenariusz: Tomasz Klimala – 365 dni
- Najgorsza rola męska: Michał Koterski – Swingersi
- Najgorsza rola żeńska: Katarzyna Warnke – Pętla
- Najgorszy duet na ekranie: Anna-Maria Sieklucka i Michele Morrone – 365 dni
- Występ poniżej talentu: Maciej Stuhr – Bad Boy
- Najbardziej żenująca scena: „Wygrzmocę was wszystkich” (Michał Koterski) – Swingersi
- Efekt Specjalnej troski: Poród – Pętla
- Najgorszy teledysk okołofilmowy: Książę Kapota x Avi – „LeLeLe” – Asymetria
- Najgorszy plakat: Zenek
- Najgorszy przekład tytułu zagranicznego: Kwiat szczęścia (tytuł oryginalny: Little Joe)

### Węże 2022
Gala antynagród odbyła się 13 kwietnia 2022 w Teatrze IMKA, a poprowadził ją Tomasz Karolak.
Lista laureatów:
- Wielki Wąż – najgorszy film roku: Ściema po polsku (za „kwintesencję taniego złego kina”)
- Najgorsza reżyseria: Mariusz Pujszo – Ściema po polsku
- Najgorszy scenariusz: Mariusz Pujszo – Ściema po polsku
- Najgorsza rola męska: Mariusz Pujszo – Ściema po polsku
- Najgorsza rola żeńska: Małgorzata Kożuchowska – Wyszyński. Zemsta czy przebaczenie
- Występ poniżej talentu: Andrzej Grabowski – Pitbull
- Najgorszy duet: Piotr Adamczuk i Mariusz Pujszo – Ściema po polsku
- Żenująca scena: seks Bartosza Bieleni i Borysa Szyca – Magnezja
- Najgorszy teledysk okołofilmowy: Tau – „Wielkie serce” – Wyszyński. Zemsta czy przebaczenie
- Najgorszy plakat: Wyszyński. Zemsta czy przebaczenie
- Najgorszy przekład tytułu zagranicznego: Piotruś Pan i Alicja w Krainie Czarów (tytuł oryginalny: Come Away)

### Węże 2023
Lista laureatów:
- Wielki Wąż – najgorszy film roku: Niewidzialna wojna (za „brak umiejętności w opowiadaniu nawet o samym sobie”)
- Najgorsza reżyseria: Patryk Vega – Niewidzialna wojna
- Najgorszy scenariusz: Patryk Vega – Niewidzialna wojna
- Najgorsza rola męska: Rafał Zawierucha – Niewidzialna wojna
- Najgorsza rola żeńska: Anna-Maria Sieklucka – 365 dni: Ten dzień
- Występ poniżej talentu: Cezary Żak – Gierek
- Najgorszy duet: filmy 365 dni: Ten dzień i Kolejne 365 dni
- Żenująca scena: Vega, który dla Jezusa odmawia seksu oralnego  – Niewidzialna wojna
- Efekt specjalnej troski: Przemiana Vegi w grubego i z powrotem – Niewidzialna wojna
- Najgorsza rola Rafała Zawieruchy  – Rafał Zawierucha/Hubert Zyśk jako Patryk Vega w filmie Niewidzialna wojna[a]
- Najgorszy teledysk okołofilmowy: „Wartości” – Kubańczyk, Ewelina Lisowska, DJ Slavic – Miłość, seks & pandemia
- Najgorszy plakat: Apokawixa
- Najgorszy przekład tytułu zagranicznego: Biegacz, dziwka, Arab, mąż (tytuł oryg.: Viens, je t'emmène; tytuł międzynarodowy: Nobody's Hero)

### Węże 2024
Lista laureatów:
- Wielki Wąż – najgorszy film roku: Blef doskonały (za „nieudany blef, bezczelną próbę nabrania widza, że tak powinno wyglądać profesjonalne kino komercyjne”)
- Najgorsza reżyseria: Michał Węgrzyn – Blef doskonały
- Najgorszy scenariusz: Mariusz Pujszo – Arcydzieło, czyli dekalog producenta filmowego
- Najgorsza rola męska: Mikołaj Roznerski – Blef doskonały
- Najgorsza rola żeńska: Aleksandra Adamska – Ślub doskonały
- Występ poniżej talentu: Adam Woronowicz – Ślub doskonały
- Najgorszy duet: Magdalena Lamparska i Mikołaj Roznerski – Poskromienie złośnicy 2, czyli wiele hałasu o nic
- Najgorszy sequel, prequel lub remake: Pan Samochodzik i templariusze
- Komedia, która nie śmieszy: Arcydzieło, czyli dekalog producenta filmowego
- Żenująca scena: Nowoczesne rozmowy harcerskie – Pan Samochodzik i templariusze
- Efekt specjalnej troski: Finałowy wybuch – Operacja Soulcatcher
- Najgorszy plakat: Opiekun
- Najgorszy przekład tytułu: Podrabiani zakochani (tytuł oryg.: Robots)